# Gamal Awad
Pour les articles homonymes, voir Awad.
Gamal Awad, né le 9 août 1955 à Alexandrie et mort le 6 novembre 2004 à Alexandrie, est un joueur de squash égyptien. Il atteint, en mai 1983, la 5e place mondiale sur le circuit international, son meilleur classement.
Il a un frère plus âgé Mohammed Awad, également joueur de squash.

## Biographie
Gamal Awad devient champion d’Égypte en 1976, et gagne le British Open amateur en 1977 et 1978. Il est finaliste face à Jahangir Khan au master 1982 et au British Open 1983.
Le match qui rendit célèbre Gamal Awad fut le match à l'Open de Chichester en 1983 contre Jahangir Khan, qui établit un nouveau record pour le plus long match de squash. Le premier jeu fut le plus long jeu jamais joué de tous les temps: Awad revint de 1-8 pour gagner le jeu 10 à 9 en 1 heure et 11 minutes. Ce match fut gagné par Jahangir Khan sur le score de 9-10, 9-5, 9-7, 9-2 en 2 h 46 min. Ce record de durée fut battu le 24 janvier 2015 par Leo Au qui bat Shawn Delierre 11-6, 4-11, 11-6, 7-11, 16-14 en 2 h 50 min.
Les acrobaties de Gamal Awad sur le court lui valurent les surnoms de "rubber man" (l'homme en caoutchouc) et "grasshopper" (sauterelle).
Gamal Awad se retire du circuit professionnel en 1987, à cause de problèmes aux genoux.
Il meurt d'un infarctus du myocarde à Alexandrie le 6 novembre 2004.

## Palmarès

### Titres
- Championnats d’Égypte : 1976

### Finales
- British Open : 1983